# Justin Fashanu
Justinus Soni Justin Fashanu (Hackney, 19 de febrero de 1961- Shoreditch, 2 de mayo de 1998) fue un jugador de fútbol inglés que se desempeñó como defensa. Pasó a la historia como el primer futbolista profesional que se identificó públicamente como homosexual.

## Trayectoria

### Niñez y juventud
Fashanu era hijo de un abogado nigeriano y una enfermera guyanesainstalados en Inglaterra. Tras la separación de sus padres, él y su hermano John fueron enviados a un hogar de la organización benéfica Barnardo's. Cuando Justin tenía seis años, ambos fueron adoptados por Alf y Betty Jackson, siendo educados en Shropham cerca de Attleborough, Norfolk. Fue un buen boxeador en su juventud, incluso pensando en convertirse en profesional.

### Carrera en el fútbol
Justin Fashanu comenzó su carrera en el Norwich City, debutando en la Football League First Division el 13 de enero de 1979 contra West Bromwich Albion. Marcó 34 goles en 90 partidos durante las tres temporadas que permaneció en el equipo. Posteriormente se convirtió en el primer jugador de fútbol afrodescendiente por el que se pagó 1 millón de libras al ser transferido al Nottingham Forest, en ese momento campeón de Europa y dirigido por Brian Clough.
Fue en su etapa en Nottingham Forest en la que su carrera sufrió un retroceso, recibiendo homofóbicos comentarios de parte de Clough, ya que existían rumores de que Fashanu visitaba discotecas y bares gays. Clough relata una discusión que tuvo con el futbolista tras oír dichos rumores. «"¿A dónde vas si quieres una rebanada de pan?", le preguntó. "Al panadero, supongo". "¿A dónde vas si quieres una pata de cordero?" "Al carnicero." "Entonces por qué sigues yendo a ese maldito club de maricones."»
En agosto de 1982 fue prestado al Southampton (marcando 3 goles en 9 partidos) y en diciembre de ese año fue vendido al Notts County por solo 150 000 libras. Marcó 20 goles en 64 juegos antes de irse al Brighton & Hove Albion en junio de 1985 por 115 000 libras, donde una lesión en la rodilla pudo haber acabado con su carrera. Fue a los Estados Unidos a operarse y comenzó a jugar de nuevo, primero con Los Angeles Heat y luego con los Edmonton Brickmen y los Hamilton Steelers de Canadá.
Volvió al Reino Unido y trató de revivir su carrera, uniéndose al Manchester City el 23 de octubre de 1989. Sin embargo, el 20 de noviembre, sólo un mes después de unirse al club, firmó en el West Ham United, para luego pasar al Ipswich Town. En marzo de 1990 se unió al Leyton Orient y más tarde al Southall, que no jugaba en la liga, como jugador-entrenador, antes de pasar el verano con los Toronto Blizzard. Tras dejar al Toronto, volvió a Inglaterra para firmar con el semiprofesional Leatherhead.

### Anuncio público de su homosexualidad
El 22 de octubre de 1990 se declaró públicamente como homosexual en una entrevista exclusiva con The Sun, convirtiéndose en el primer futbolista en hacerlo. El titular decía: «£1m Football Star: I AM GAY» («Estrella futbolística de 1 millón de libras: SOY GAY»). Fashanu haber tenido una aventura con un miembro del Parlamento, perteneciente al Partido Conservador, al que conoció en un bar gay de Londres.
Muchos futbolistas hicieron declaraciones airadas en contra de Fashanu, afirmando que los homosexuales no tenían sitio en los deportes de equipo. Aunque afirmaba que, en general, era aceptado por sus compañeros de equipo, admitía que a menudo hacían chistes sobre su orientación sexual y se convirtió en un blanco fácil para las burlas de los aficionados. Incluso su hermano John Fashanu, también futbolista, concedió una entrevista exclusiva al periódico The Voice, titulada «John Fashanu: My Gay Brother is an outcast» («John Fashanu: mi hermano gay es un paria»).

### Carrera posterior a su anuncio
Estuvo a prueba con el Newcastle United en 1991, sin embargo,  el entrenador Osvaldo Ardiles se negó a darle un contrato con el club. Firmó por el Torquay United el 23 de noviembre de 1991. Mientras estuvo en el equipo, continuó apareciendo en los medios de comunicación amarillistas. A pesar de ello, logró tener regularidad en el Torquay, estando en 21 partidos de liga y marcando 10 goles. Pero no fue suficiente para salvar al club de bajar a la Football League Third Division. Tras ser nombrado Ivan Golac como entrenador en febrero de 1992, Fashanu consiguió el puesto de ayudante técnico y mantuvo el puesto a finales de la temporada cuando Golac fue sustituido por Paul Compton.
En febrero de 1993, con el Torquay luchando contra el descenso a la GM Vauxhall Conference, Fashanu se ofreció para ser entrenador para el puesto que había quedado vacante tras la partida de Compton, sin embargo, Neil Warnock terminó convirtiéndose en el nuevo director técnico. Fashanu abandonó el equipo para jugar en el Airdrieonians, pero no pudo evitar el descenso de la primera división escocesa.
Abandonó Airdrie en 1993, y jugó en Suecia con el Trelleborgs FF, antes de volver a Escocia con el Heart of Midlothian en julio de 1993. Su contrato fue rescindido en 1994 por «comportamiento poco profesional» (intentó vender una serie de historias sobre él y varios ministros a la prensa) y volvió a los Estados Unidos a entrenar un equipo juvenil en Georgia. Luego se trasladó a Australia para jugar con el Adelaide City y, más tarde, a Nueva Zelanda para jugar con el Miramar Rangers en 1997, antes de unirse a los Atlanta Ruckus en la primavera de ese año. En Atlanta fue suspendido por incumplir el contrato. Se desplazó a Ellicott City (Maryland) para entrenar el Maryland Mania, un nuevo equipo profesional de la segunda división de la USL A-League, para seguidamente anunciar oficialmente su retirada del fútbol profesional.

## Acusaciones y suicidio
El 25 de marzo de 1998, un joven de 17 años declaró a la policía que había sido atacado sexualmente por Fashanu tras una noche en la que habían salido. Fashanu fue interrogado por la policía el 3 de abril, pero no fue detenido. La prensa informó ampliamente de que la policía llegó más tarde con una orden de detención por agresión sexual en segundo grado, agresión en primer y segundo grado. Sin embargo, Fashanu ya había vuelto a Inglaterra.
En la mañana del 3 de mayo de 1998, fue encontrado ahorcado en un garaje abandonado en Shoreditch, Londres, que había asaltado tras visitar Chariots Roman Spa, un sauna gay. En su nota de suicidio afirmaba: «Me he dado cuenta de que ya he sido condenado como culpable. No quiero ser más una vergüenza para mis amigos y familia [...] espero que el Jesús que amo me dé la bienvenida y finalmente encuentre la paz».
Una investigación realizada en Londres el 9 de septiembre del mismo año mostró que no existía ninguna orden de detención para Fashanu y que la policía de Estados Unidos había abandonado el caso por falta de pruebas. La investigación concluyó que se había suicidado.

## Posterior a su muerte
Fashanu fue el número 99 en la lista de los «500 héroes gays y lésbicos» en The Pink Paper.
Una década después de su muerte, Justin Fashanu siguió siendo el único futbolista profesional en revelar su homosexualidad, hasta que lo hiciera Olivier Rouyer en 2008.
Cada 19 de febrero, el mismo día de su natalicio, se conmemora el Día Internacional contra la Homofobia en el Deporte en homenaje a su historia de vida.